# ビルボード

ビルボードのロゴ

ビルボード (英: Billboard) は、米国の芸能メディアのブランド。音楽業界誌『ビルボード』を出版し、世界的にも知名度の高い米国の音楽チャートであるBillboard Hot 100、Billboard 200などポピュラー音楽のヒットチャート（ランキング）を発表するほか、イベントの主催、テレビ番組の制作などを行なう。
オランダの複合企業、ニールセン・カンパニー傘下であったが、2009年に売却され、プロメテウス・グローバルメディア傘下になり、2018年現在、エルドリッジ・インダストリーズの傘下になる。
かつては『キャッシュボックス』（1942年創刊・1996年廃刊）、『レコード・ワールド』（1964年創刊・1982年廃刊）、『ラジオ&レコーズ』（1973年創刊・2009年廃刊）を含めて米国の4大音楽チャートであった。

## 歴史

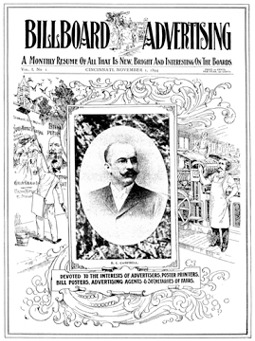
創刊号

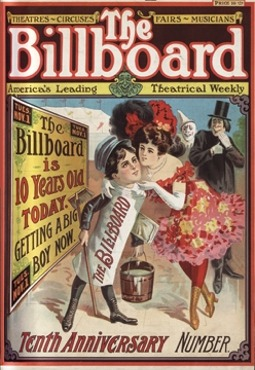
1904年発行の10周年記念号

1894年11月1日に『ビルボード・アドバタイジング』 (Billboard Advertising) という誌名で創刊。創設者はWilliam H.Donaldson とJames H. Hennegan。オハイオ州シンシナティで産声をあげた。1897年に『ビルボード』に改称。創刊当初は、サーカスや移動遊園地などを取り上げていた。誌名はその頃の名残であり、巡業の日付を貼り付ける掲示板から付けられたものである。次第に音楽を取り扱う記事数が増え、1961年、サーカスや移動遊園地などを扱う『アミューズメント・ビジネス』 (Amusement Business)、音楽を扱う『ビルボード・ミュージック・ウィーク』 (Billboard Music Week) の2誌に分割。その後『ビルボード・ミュージック・ウィーク』は1963年に『ビルボード』に改称し、『ビルボード』の誌名が復活した。
1914年、ビルボードは初めて全米のポピュラーソングチャートとして「先週演芸場で演奏された歌」 (Popular Songs Heard in Vaudeville Theaters Last Week) というヒット曲のリストを掲載。1936年1月4日には初めて全米のジュークボックスで流れたヒット曲のリストを発表し、1940年7月27日号で初めて独自の統計から割り出したヒットチャートを「音楽人気チャート」 (Music Popularity Chart) のコーナーを設けて独立ページで掲載した（この時掲載されていたのはジュークボックス、ラジオ、楽譜、レコードの4部門であった）。1958年8月4日以後、シングルの販売とラジオ局でのリクエストなどを元にホット100 (Hot 100) という100曲の最も流行している音楽チャートを掲載している。また、2005年2月12日から2009年までホット100とは別にシングルの販売、パソコンへのダウンロード、アメリカのトップ40ラジオ局のリクエストなどを元にしたポップ100 (Pop 100) というチャートも掲載されていた。
1970年12月には日本特集号を出版し、数十ページに渡って日本の音楽業界の状況について報じた。
1976年7月第1週のチャートは、本来ならば1976年7月3日付となるはずであるが、アメリカ合衆国建国200年記念日の1976年7月4日付にチャートの日付を1日ずらしている。
また、1970年から『American Top 40』というビルボード誌提供の音楽番組が毎週全米で放送され続けてきた。もっとも長くDJを務めたのは1970年から1988年8月と中断をはさんで1998年から2004年までこの番組にかかわったケイシー・ケイサムである。1988年8月から1994年2月まではシャドー・スティーヴンズが、2004年からケイサムに代わってはライアン・シークレストが務めている。この番組はアメリカ国内だけにとどまらず英語圏各国や日本など世界中でも放送され、番組の隆盛とともにビルボードはアメリカのチャートの代名詞として世界を席巻することになる。とりわけ日本にはビルボードに熱い思い入れを思ってるチャートファンが多く、世界で唯一ビルボードトップ40のテレビ番組（テレビ神奈川）やビルボードの名を冠したクラブが存在している。ただし、現在放送中のAmerican Top 40は名目上、ビルボードのチャートを使用していない。詳細は下記（#集計方法の変更に伴うチャートへの影響）参照。
2020年9月15日、ビルボードは世界200か国以上のダウンロードとストリーミングのデータにより集計したグローバル・チャート、グローバル200（Global 200）と、グローバル200からアメリカのデータを除外したグローバル・エクスクルーディング・U.S.（Global Excl. U.S.）というチャートの発表を開始した。

## 現在のビルボード誌
ビルボードは音楽だけでなく、DVDやビデオ、さらにはインターネット配信まで幅広く取材し、ニュースやオピニオン記事を掲載している。内容は専門的な記事が多く、レコード会社の社員やクラブDJを対象にしたものであり、一般の音楽誌にあるような話題には乏しい。一部の書店で取り扱っているが、一般の書店で見ることはめったに無い。日本のコンフィデンス誌が同種。

## チャート

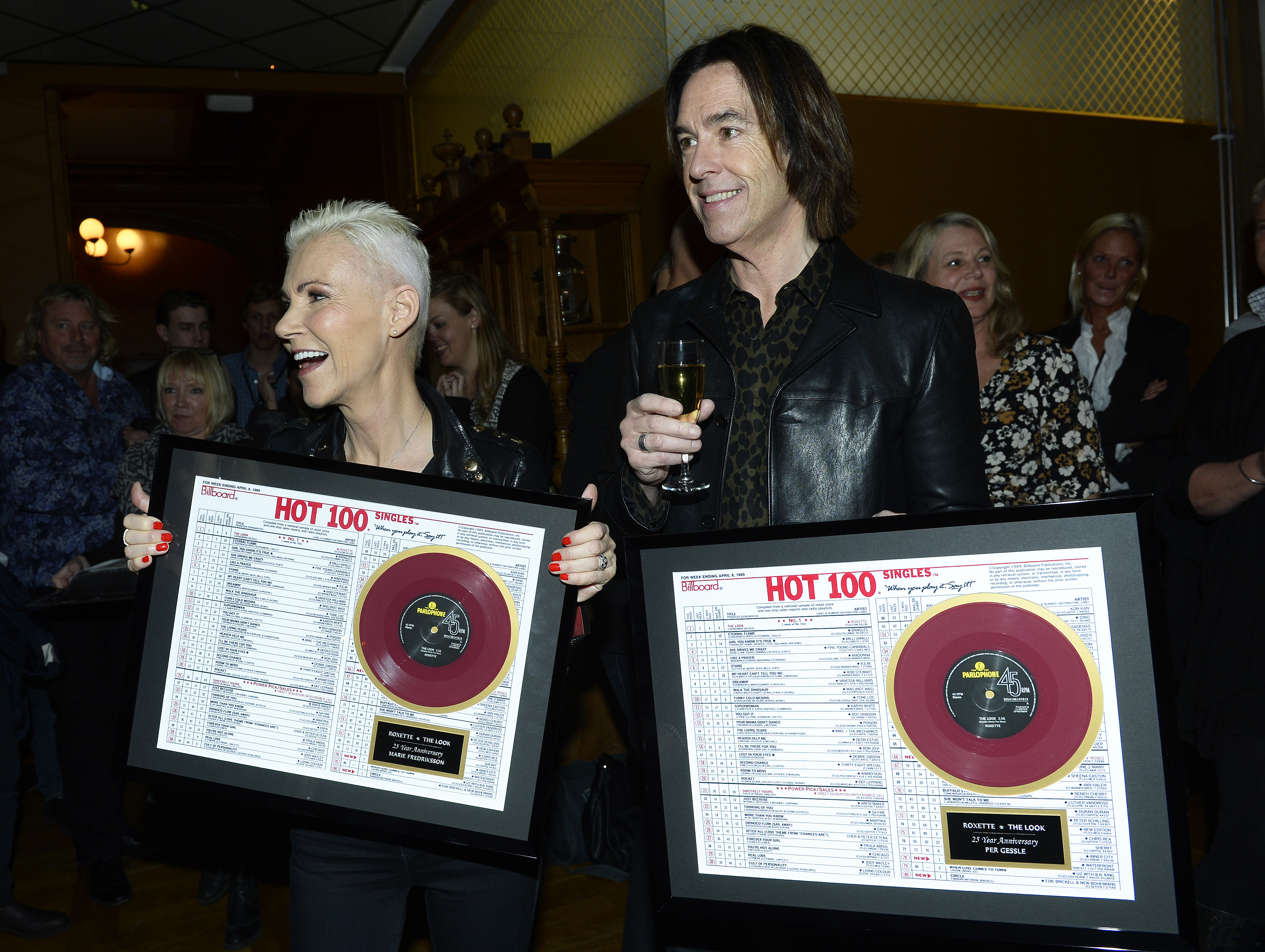
「ビルボードHot100」1位の記念盾を手に25周年を祝うロクセット

ビルボードのチャートといえば、「Hot 100」（総合楽曲チャート）と「Billboard 200」（総合アルバムチャート）が広く知られているが、ジャンルごとのチャートも取り扱っている。カントリー・ミュージック、ブルーグラス、ジャズ、クラシック、R&B、ヒップホップ、電子音楽、ラテン音楽、宗教音楽、さらに着メロまでチャートとして掲載されている。チャートの長さは一定ではなく、トップ10からトップ75まで様々である。
ニールセンサウンドスキャンやブロードキャストデータシステム（BDS）、それに各ラジオ局の放送リスト、さらに店舗からの売り上げ記録などを総合して、順位を決定している。各チャートごとに選任の担当者がおり、最終的な判断は全て担当者が下している。過去にはマドンナのシングル、『Into the Groove』が12インチシングルレコードであったため、Hot 100の担当者がチャートへの掲載を見送り、R&Bのチャートにのみ掲載されたことがあった。
年間チャート「Year in Music（イヤー・イン・ミュージック）」は、集計対象年の前年12月第1週から対象年の11月最終週までを集計したものとされている。シングル・アルバムにおける年度別の歴代1位は下記となっている。
- List of Billboard Year-End number-one singles and albums （英文ページ）

ビルボードでは現在は特定ジャンル専門局のラジオオンエア回数も集計対象として認めているため、例えばカントリー局のみで爆発的ヒットになった結果HOT 100でTop 40入りした曲であってもポップ系など他のラジオ局では全くかかっていないことも多い。これはつまり、カントリーに興味のない人々には全く知られていないという、一種の問題を含有しているとも言える事である。
アメリカの週刊本誌には、発売されているもののHOT 100にはまだ上がってきていないシングル曲のチャートである“Bubbling Under HOT 100 Singles”が掲載されている。これからのヒットが期待される曲のリストという意味合いから、HOT 100から下降してきた曲は掲載されない。

## 集計方法
ビルボード総合チャートHot 100はセールス（フィジカル・ダウンロードの売上を合算）、ストリーミング（サブスクリプション・ソーシャルメディアの再生回数を合算）、エアプレイ（ラジオの放送回数）のデータを基に順位が決定される（2022年現在）。なお、フィジカルはCD・レコード・カセットテープ、ソーシャルメディアはYouTube・Facebookが集計対象である。
集計期間はセールスとストリーミングが金曜から木曜、エアプレイが月曜から日曜となっており、火曜日にチャートが発表される。
日本でアメリカンTop40がアメリカの総合シングルチャートのごとく紹介された影響からか、ラジオフォーマットの一つであるCHR/Top40（ポップ）チャートを総合チャートと勘違いし、それ以外のフォーマットも全て合計するビルボードのエアプレイチャートおよび総合チャートであるHot 100と乖離しているとする声も一部あるが、ラジオ局はフォーマットによってかける曲が異なり、オーディエンスも異なるアメリカでは結果的に総合チャートであるHot 100が「ポップ」チャートでないということは有り得ることである。そのためPop 100というチャートも2005年2月から開始されている。このチャートではグリーン・デイの「Boulevard Of Broken Dreams」は3週連続で1位、ワンリパブリックの「Apologize」は計8週（4週連続2回）1位となっているが、両楽曲はHot 100では2位止まりである。

### 集計方法の変更に伴うチャートへの影響
長い歴史の中で、チャート集計方法は何度か変更されているが、特に1991年末にそれまでのエアプレイ重視（エアプレイ75%：セールス25%）から、セールスにより比重をおくようにした（エアプレイ60%：セールス40%）。この大改変以降、HOT100チャートにおいて急激にヒップホップやR&Bといったブラックミュージック系が上位を占める割合が大きくなった。これはアルバム志向が強い白人層に対し黒人はシングル志向が強く、シングルセールスチャートの上位はブラックミュージックが占めていたことによる。
この改変以後、シングルセールスよりもエアプレイが主体であるロック系の楽曲が上位（特に1位）を獲得することは極めて難しいものとなった。一方でセールス主体のヒップホップやR&Bなどブラックミュージック系の曲が数ヶ月にわたって1位を取り続けることが恒常化していった。この改変以前は10週連続1位を獲得することは稀で、1970年代のデビー・ブーン（「恋するデビー」）や80年代のオリビア・ニュートン＝ジョン（「フィジカル」）など数える程度でしかなかったのが、1992年以降はボーイズIIメンの「End Of The Road」が13週連続で1位になったのを皮切りに、ホイットニー・ヒューストンの「I Will Always Love You」の14週、ボーイズIIメンとマライア・キャリーによる「One Sweet Day」の16週、他にもAll-4-One「I Swear」やブランディ&モニカ「The Boy Is Mine」、パフ・ダディ「I'll Be Missing You」などブラック系を中心に10週以上の1位を獲得する曲が続発した。また、ブラック以外でもロス・デル・リオの「恋のマカレナ」が14週1位、エルトン・ジョンの「Candle In The Wind 1997」も14週間1位、サンタナの「SMOOTH」も13週間1位を獲得している。
「End Of The Road」や「I Will Always Love You」は『HOT100 Airplay』でも10週以上の1位を記録しており、セールスの力だけで1位になったわけではない。例えばHOT100の1位連続記録を樹立した「One Sweet Day」にしても空前の売上を記録したわけではなく（およそ230万枚）、R&Bチャートでも1位になっていない（最高2位）。これは『HOT100 Airplay』の主要構成要素であったPOPやAC（Adult Contemporary）、Rhythmic（Rhythm Crossover）といった各フォーマットで連鎖的にヒットしていったことが長期に亘る大ヒットに繋がったことを示している。また、この時期にリアル・マッコイの「Another Night」や、クリスタル・ウォーターズの「100% Pure Love」といったダンスチューンが45週を超える長期ランクインを果たしたのもほぼ同様の理由である。
また、セールスにこだわるあまり、一時期シングルカットしない人気曲がHOT100にまったく反映されないことも問題視されるようになった。エアプレイでかなりの人気を誇ったノー・ダウト「Don't Speak」、カーディガンズ「Lovefool」、ナタリー・インブルーリア「Torn」を筆頭に、パール・ジャムやグリーン・デイを始めとする楽曲はラジオ&レコーズのチャートやHOT100の構成要素となる「HOT100 AIRPLAY」では上位に食い込んでいたものの、当時のHOT100はシングルカットしていない曲はジャンルを問わずランキングの対象としなかったため、当然これらの曲がHOT100上位にランクインすることはなかった。
ビルボードの知名度を世界的なものに押し上げた人気ラジオ番組「American Top 40」もこのような流れの中で、HOT100がセールス重視を打ち出したのとほぼ時を同じくしてHOT100をチャートソースから外し、エアプレイ主体のランキングに切り替えたものの、その後は同じくエアプレイ主体である「ラジオ&レコーズ」をチャートソースとする「Rick Dees Weekly Top40」や「Casey's TOP40」に人気を奪われる形となり、1995年にいったん番組が打ち切られてしまう。1998年に復活した「American Top 40」もビルボードではなく、ラジオ&レコーズのCHR/Pop Chartをチャートソースに使うようになってしまった。また、1998年にはグー・グー・ドールズの「Iris」が、8月1日付けのチャートから12月5日付けまでの間、10月3日付けのエアロスミスの「I Don't Want to Miss a Thing」を除いて約4ヶ月に渡り、HOT100 AIRPLAY史上最長となる18週1位を記録したのだが、発売されていないということを理由にランキングに載せられていないという事態が発生。このような状況の中、ビルボードは1998年12月5日付で、エアプレイとセールスの比率を3：1に再変更した。この初のチャートで「Iris」は9位にランクインした。
この再変更ではR&Bやカントリーなど各ジャンルからのチャートを集計した総合チャートとしての色彩を強め、これまで認めてこなかったエアプレイのみでの発表曲もチャートインさせることにした。しかし、例えばR&Bやヒップホップの曲はメインストリーム（ポップ）局だけでなくR&BやRhythmic、Urbanなどの各フォーマットでクロスオーヴァーヒットするため合計ポイント数が自ずと高くなるが、それに対しカントリーはほぼカントリー局、ロックはロック系フォーマットやポップ系フォーマットでのみ集計されるためもともとオーディエンスが少なく、ジャンルによって強弱が目立つ集計となり（Top40／ポップ系のオーディエンスがオーディエンス全体の中で実際はあまり多くないため）、結局その後もオーディエンスの多いヒップホップ系やR&B系の曲ばかりが上位に上がり、長期間1位に滞在し続けるというポップ・ロックファンから見れば偏った「総合チャート」が毎週発表され続けることになる。遂にニッケルバックの2001年のシングル「How You Remind Me」を最後にその後6年近くもロック系アーティストによる楽曲が1位に到達することはなくなってしまう。
また、2000年代に入るとアメリカン・アイドルで注目された新人がシングルCDを出すと突発的に1位になるものの、すぐに順位が低落してしまう（Fantasia「I Believe」のように週間で1位を獲得したにもかかわらず年間チャートで100位にも入れない楽曲も現れた）というこれまでではあまり見かけなかったチャート上の欠陥も目立つようになった。これは、この時期アメリカではシングル市場が崩壊していたために、他にCDのセールスポイントを稼いでいる曲が無かったためである。
2005年2月になってダウンロードセールスを新たにカウントするようになり、ダウンロード1000件をエアプレイオーディエンス100万人と同ポイントに計算するルールになったと思われる。ダウンロードはCDやレコードに比べるとクリック1つで気軽に購入でき、売れ筋の曲がすぐにチャートに反映されるため、様々なジャンルがチャートを賑わすようになった。
2007年5月にはロックバンドであるマルーン5の楽曲「Makes Me Wonder」がこのダウンロードセールスが効き3週1位となった。ポップバンド扱いされることもあるが、ロックバンドによる1位獲得はニッケルバック以来のことであった。このようにダウンロード件数重視により、ポップ・ロックソングに対する門戸が広まったといえる。しかし、同時にダウンロード件数増加によりそのポイントが強力になりすぎて、ダウンロードが解禁されたとたん大幅にジャンプアップするという現象が発生するようになった。この「Makes Me Wonder」は当時史上最高となる64位からのジャンプアップだった。このように、現在の集計方法においては上位はほぼエアプレイを無視したチャートになっており、集計方法に対する試行錯誤は当分続くことになると思われる。

## 日本におけるビルボード
日本では1970年、ビルボードと提携した 音楽業界誌ミュージック・ラボ（ビルボード・ジャパン・ミュージック・ラボ）が創刊した（1994年に休刊）。創刊号（1970年8月24日号）のシングルチャート1位は岸洋子の「希望」、休刊号（通巻1189号、1994年2月28日号）のシングルチャート1位はB'zの「Don't Leave Me」。
その後、2006年に阪神コンテンツリンクとの提携を行い、2007年夏にBillboard JAPANとして本格的に進出を開始。ライブハウスの開業や公式着うたサイトの開設を行った。2008年2月28日からは日本版チャートの公開を開始した。アメリカ国外でビルボードの名を冠したチャートを発表する国は、カナダ（2007年6月7日開始）に続いて世界で2ヶ国目。
日本版Billboard Hot 100にあたるBillboard Japan Hot 100も公開されており、本家同様多様な音楽の視聴スタイルを反映した複合チャートが特徴である。同じ複数の指標で構成される米国Hot 100との違いは、カラオケ指標の有無のみとなっている。

## ストリーミング再生回数の不正問題
自分の好きなアーティストを一位にするために、ファンによるストリーミング再生回数のフェイクプレイや音楽総攻と呼ばれる不正工作が問題となっており、2018年10月に米メディアのバズフィードは、これらのキャンペーンが高度化すればするほど、ビルボードチャートの信頼性を損なう恐れがあると警告した。当初は米国国内での現象だったが、その後SNSを利用して海外にもその手法が輸出されていることに懸念を表明している。ペンシルベニア大学のピーター・フェーダー教授もファンによる再生回数の水増し工作が続けば、「ビルボードチャートは破綻に追い込まれるだろう」と警告している。記事ではチャート不正の例として、韓国の音楽グループBTS（防弾少年団）のファンである「BTSアーミー」による戦略を挙げている。ただK-POPアイドルのCDにはグッズ特典が付く場合が多く、前述のBTSも2020年にアメリカ年間フィジカルセールス一位となっているなど、ザ・ウィークエンドなど、他のアーティストと比べてストリーミングによる比率がかなり低いとの反論も出ている。韓国ではファンによる音楽ランキングのチャート不正が相次いでおり、同国の国家行政機関である文化体育観光部が調査に乗り出すこととなった。
2018年11月、韓国アイドルグループEXOの元メンバーで、中国系歌手クリスの中国在住のファンによるiTunesチャートの不正疑惑を海外メディアから指摘され、彼のアルバム「Antares」はiTunesチャート分のみ適用を除外された。
2020年5月、ラッパーの6ix9ine（シックスナイン）が、アリアナ・グランデとジャスティン・ビーバーのコラボ曲「スタック・ウィズ・ユー」は金銭で1位を買ったものであると主張し論争になった。同日に6ix9ineもシングル「グーバ」を発売し3位を記録していたが、「彼らはチャートの締日に6枚のクレジットカードで3万曲を購入した」「自分の曲のストリーミングが少なくカウントされている」などと不正を訴えた。これに対し、ジャスティンは「グローバルでなく、国内のストリーミングのみカウントすべきだ」と反論し、アリアナも「私たちのファンがこの曲を購入しているし、1枚のクレジットカードで4曲までカウントされる（ビルボードの）ルールになっているわ」などと追随した。ビルボードも「6枚のクレジットカードという主張は間違っており、彼が言及したカウントは我々が提供したものではない」との声明を直ちに発表した。
2020年8月、BTSファンによるツイッターのアカウントが、デジタルシングル「Dynamite」の音源消費や募金などのマニュアルの投稿をリリース前に共有していた。このような動きは他のK-POPアイドルのファンの間でも見受けられ、専門家らは「他の歌手にも被害を与える操作行為だ」とし、「今後K-POPのイメージに打撃を与え、ビルボードチャートの公信力にまで影響を与えることができる」と懸念を示している。評論家のイ・デファは「（韓国の大手配信サービスの）メロンチャートが買い占めと便法、広報問題で信頼性が墜落したように、ビルボードチャートも同じ道を進みかねない」と指摘した。（ちなみに、現在メロンはチャートの集計方法を変更している。）評論家のキム・ユンハは「（韓国の国威宣揚という名分に酔って）暗黙的に助長した歌謡芸能事務所、音源プラットフォーム、韓国メディアも責任から自由でない」と指摘した。